# Veľký Folkmar, Gelnica
Veľký Folkmar este o comună slovacă, aflată în districtul Gelnica din regiunea Košice. Localitatea se află la altitudinea de 370 m deasupra n.m., se întinde pe o suprafață de 23,1 km2 și în 2017 număra 907 locuitori.

## Istoric
Localitatea Veľký Folkmar este atestată documentar din 1336.

## Demografie
| An:                | 1994 | 2004   | 2014   | 2024   |
| ------------------ | ---- | ------ | ------ | ------ |
| Număr de persoane: | 916  | 927    | 909    | 873    |
| Diferență:         |      | +1,20% | −1,94% | −3,96% |

| An:                | 2023 | 2024   |
| ------------------ | ---- | ------ |
| Număr de persoane: | 876  | 873    |
| Diferență:         |      | −0,34% |